# Aukščiausioji lyga 1971
L'edizione 1971 dell'Aukščiausioji lyga fu la ventisettesima come campionato della Repubblica Socialista Sovietica Lituana; il campionato fu vinto dal Pažanga Vilnius, giunto al suo 1º titolo.

## Formula
Il numero di squadre scese a 16: al posto delle retrocesse di Sūduva, Elfa e Tauras, furono infatti solo due le neopromosse: Chemikas Kėdainiai ed Inžinerija Vilnius.
Le 16 formazioni si incontrarono in gironi di andata e ritorno, per un totale di 30 incontri per squadra. Le squadre classificate agli ultimi due posti retrocessero.

## Classifica finale
|                        | Pos. | Squadra                | Pt | G  | V  | N  | P  | GF | GS | DR  |
| ---------------------- | ---- | ---------------------- | -- | -- | -- | -- | -- | -- | -- | --- |
| RSS Lituana (bandiera) | 1.   | Pažanga Vilnius        | 43 | 30 | 17 | 9  | 4  | 48 | 21 | +27 |
|                        | 2.   | Granitas Klaipėda      | 39 | 30 | 15 | 9  | 6  | 42 | 22 | +20 |
|                        | 3.   | Vienybė Ukmergė        | 38 | 30 | 14 | 10 | 6  | 44 | 19 | +25 |
|                        | 4.   | Minija Kretinga        | 34 | 30 | 13 | 8  | 9  | 40 | 33 | +7  |
|                        | 5.   | Atletas Kaunas         | 33 | 30 | 11 | 11 | 8  | 25 | 19 | +6  |
|                        | 6.   | Inkaras Kaunas         | 32 | 30 | 10 | 12 | 8  | 30 | 21 | +9  |
|                        | 7.   | Dainava Alytus         | 31 | 30 | 10 | 11 | 9  | 29 | 29 | +0  |
|                        | 8.   | Statyba Panevėžys      | 29 | 30 | 11 | 7  | 12 | 38 | 32 | +6  |
|                        | 9.   | Statybininkas Šiauliai | 29 | 30 | 9  | 11 | 10 | 22 | 29 | -7  |
|                        | 10.  | Nevėžis                | 28 | 30 | 8  | 12 | 10 | 25 | 29 | -4  |
|                        | 11.  | Banga Kaunas           | 27 | 30 | 8  | 11 | 11 | 26 | 33 | -7  |
|                        | 12.  | Ekranas                | 26 | 30 | 6  | 14 | 10 | 26 | 36 | -10 |
|                        | 13.  | Chemikas Kėdainiai     | 26 | 30 | 9  | 8  | 13 | 27 | 43 | -16 |
|                        | 14.  | Politechnika Kaunas    | 25 | 30 | 9  | 7  | 14 | 37 | 45 | -8  |
|                        | 15.  | Drobė Kaunas           | 21 | 30 | 5  | 11 | 14 | 23 | 38 | -15 |
|                        | 16.  | Inžinerija Vilnius     | 19 | 30 | 5  | 9  | 16 | 23 | 56 | -33 |